# Builder's Old Measurement

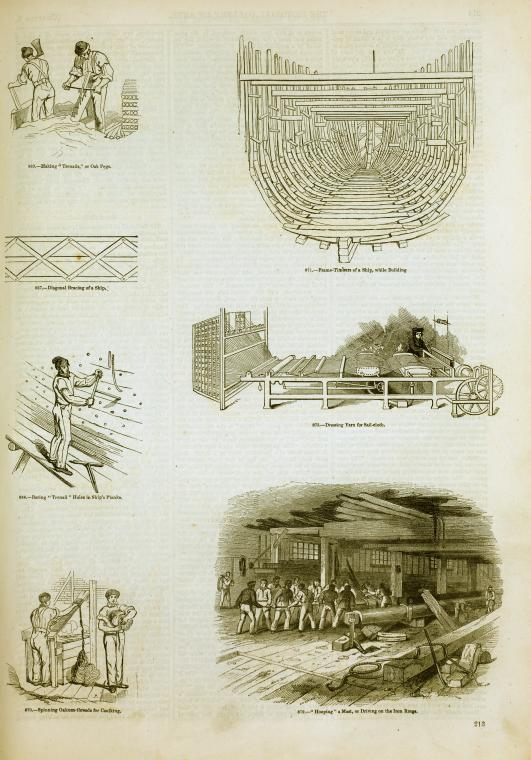
Grabado con escenas de construcción de buques en Inglaterra

La expresión inglesa Builder's Old Measurement (abreviada BOM, bm, OM, y o.m., literalmente en español "Antigua medida del constructor") indica un antiguo sistema de medidas del Reino Unido para estimar la capacidad de carga de un buque (arqueo). La fórmula usada estaba pensada para a estimar la capacidad disponible de la nave, expresada en barriles. Su vigencia legal abarca el período 1773-1849, aunque en la práctica se venía haciéndose desde 1650. 
Este último año, el sistema BOM fue sustituido por el sistema Moorsom, que tenía en cuenta las diferencias de los barcos de vapor (con un volumen importante ocupado por la caldera, máquina y carbón) en relación con los veleros mercantes. El sistema Moorsom calcula la capacidad de carga en pies cúbicos. Luego, la capacidad en pies cúbicos se ajusta a 100 pies cúbicos de capacidad por tonelada bruta, lo que da como resultado un tonelaje expresado en toneladas.
Pese a su obsolescencia, el sistema BOM es interesante cuando se trata de estudiar barcos antiguos.

## Fórmula
En la fórmula anterior hay que tener en cuenta lo siguiente:
- Toneladas es el volumen calculado medido en "barricas inglesas"
- Eslora, medida en pies, desde proa hasta el codaste
- Manga, medida máxima en pies[2]
- La expresión (Manga/2) indica un puntal teórico estimado en la mitad de la manga. Esta estimación era poco realista y podía ser aprovechada en beneficio de los constructores (y en detrimento de las tasas a pagar).

## Historia

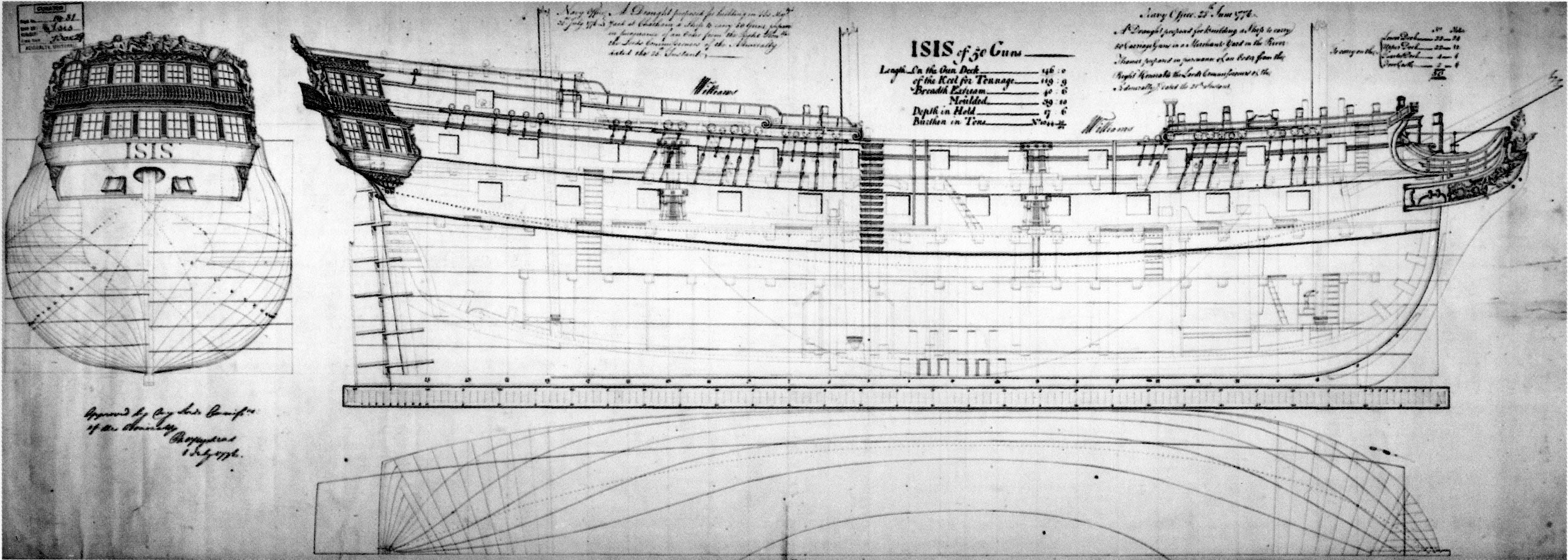
Plano del HMS Isis, con dimensiones y arqueo indicados en 1774

- La primera información documentada en Inglaterra sobre los fletes está fechada en 1303: el responsable fue el rey Eduardo I y el importe estaba basado en la capacidad de carga de cada barco (tons burthen en inglés y byrthen en inglés medio).[3]
  - La tasa sobre el vino importado era de 20 libras por cada "tun" (dolium en latín, barrica)[4]
- Eduardo III impuso, antes de 1377, una tasa de tres chelines[nota 1] por cada tun de vino importado. Esta unidad (tun) es una unidad de volumen que en aquella época equivalía a un volumen de 252 galones de vino (que suponía un peso de vino de 2 240 libras, aproximadamente. Unos 1 020 kg.[5][6][7][8] A efectos prácticos se consideraba que cada tun eran tres barriles. También era equivalente a aproximadamente 210 galones imperiales, unos 955 litros.

### Primera fórmula
{\displaystyle {\text{Tonelaje}}={\frac {{\text{Eslora}}\times {\text{Manga}}\times {\text{Puntal}}}{100}}}
En esta fórmula:
- la eslora, medida en pies, no estaba bien definida (¿entre perpendiculares? ¿eslora de flotación?)
- la manga estaba expresadas en pies
- el puntal, expresado en pies, era la medida vertical del interior del barco desde la parte inferior de la cubierta principal. Esta medida vendría a coincidir con el calado moldeado, más el francobordo.

El producto (Eslora x manga x puntal) daba un volumen teórico en pies cúbicos. Considerando un tun de 100 pies cúbicos, la división por 100 daba un volumen teórico (un tonelaje) en tunes.El divisor no tiene unidades, por lo que el tonelaje podía ser expresado en "pies cúbicos de tun".

### Fórmula Thames
En 1678, los constructores navales del Támesis utilizaron un método que suponía que la carga de un barco sería 3/5 de su desplazamiento. El tonelaje se calcula multiplicando eslora x manga x calado x coeficiente de bloque, todo dividido por 35 pies cúbicos por tonelada de agua de mar, la fórmula resultante sería:
{\displaystyle {\text{Tonelaje Thames}}={\frac {{\text{Eslora}}\times {\text{Manga}}\times {\frac {\text{Manga}}{2}}\times {\frac {3}{5}}\times {0.62}}{35}}}
donde:
- El calado se estima en la mitad de la manga.
- El "coeficiente de bloque" se basa en un promedio supuesto de 0,62.
- 35 pies cúbicos (ft3) es el volumen de una tonelada de agua de mar.[11] Este volumen es menor a 1 000 litros de agua dulce, por la mayor densidad del agua marina.

La fórmula es posible simplificarla como sigue:
{\displaystyle {\text{Tonelaje Thames}}={\frac {{\text{Eslora}}\times {\text{Manga}}\times {\frac {\text{Manga}}{2}}}{94}}}
En 1694, una nueva ley británica requirió que el tonelaje a efectos prácticos de impuestos fuera calculado de acuerdo con la siguiente fórmula:
{\displaystyle {\text{Tonelaje}}={\frac {{\text{Eslora}}\times {\text{Manga}}\times {\text{Puntal}}}{94}}}
Esta fórmula permaneció en vigor hasta que la norma Builder's Old Measurement (arriba) fue puesta en uso en 1720, siendo legalizada por ley del Parlamento en 1773.

## Puntal

### Puntal hasta la cubierta
La altura desde la parte inferior del casco, excluida la quilla misma, en el punto medio del barco, hasta la parte superior de la cubierta superior completa.

### Puntal interior
Espacio interior; la altura desde la parte más baja del casco dentro del buque, en su punto medio, hasta el techo que constituye la cubierta superior en toda su longitud. En el caso de los buques de guerra antiguos, es hasta el techo el que se compone de la cubierta más baja y completa. Esta última acepción coincide con la expresión Depth in hold, mientras que Depth on hold vendría a coincidir con "puntal".

### Cubierta principal
La cubierta principal, que se utiliza en el contexto de la medición de profundidad, generalmente se define como la plataforma más alta de longitud completa. Para el barco Mary Rose del siglo XVI, la cubierta principal es la segunda cubierta superior de longitud completa. En un cálculo del tonelaje del Mary Rose se utilizó el calado en lugar de la profundidad.

## En Estados Unidos
Los británicos midieron la longitud desde el exterior de la roda hasta el exterior del poste de popa, mientras que los estadounidenses midieron desde el interior de los postes. Los británicos midieron el ancho desde fuera de los tablones, mientras que los estadounidenses midieron el ancho desde el interior de los tablones. Por último, los británicos se dividieron por 94, mientras que los estadounidenses se dividieron por 95.
El resultado fue que los cálculos estadounidenses arrojaron una cifra inferior a la de los británicos. La medida británica arroja valores aproximadamente un 6% mayores que la estadounidense. Por ejemplo, cuando los británicos midieron el USS President capturado, sus cálculos le dieron una carga de 1533 7⁄94 toneladas burthen, mientras que los cálculos estadounidenses dieron una carga de 1444 toneladas.
El sistema estadounidense estuvo en uso desde 1789 hasta 1864, cuando se adoptó una versión modificada del sistema Moorsom.